# سیارک ۶۸۴
سیارک ۶۸۴ (به انگلیسی: 684 Hildburg، نامگذاری:1909HD) ششصد و هشتاد و چهارمین سیارک کشف شده‌است که در ۸ اوت ۱۹۰۹ و در هایدلبرگ کشف شد.
قدر مطلق سیارک برابر ۱۱٫۴۰ است.